# Globo Da Vinci
El Globo Da Vinci, anteriormente conocido como el Globo Huevo de Avestruz, es la primera reproducción conocida del globo terráqueo en la cual aparece América y fue realizada por Leonardo da Vinci. Data de 1504 y representa la primera interpretación del llamado "Nuevo Mundo". Es considerado uno de los objetos más importantes del renacimiento italiano. Se reconoce como el prototipo del Hunt-Lenox Globe.

## Antecedentes
El primer borrador del Globo Da Vinci data de 1503, que se recoge en el Codex Arundel. Esta primera reproducción esboza África y el "Nuevo Mundo", tras el descubrimiento de América por Cristóbal Colón.

## Descripción
El globo, que está hueco, se compone de dos mitades inferiores unidas de dos huevos de avestruz.  En la mitad inferior del objeto, se agregó un contrapeso hecho de calcio y pegado con clara de huevo, cuya función era mantener el globo en posición vertical ya que no tiene montaje.
La escala del globo es 1: 80.000.000, su diámetro es de unos 11,2 cm y pesa 134 gramos. El eje Norte-Sur es vertical, lo que refleja el pensamiento de Aristóteles. El gemelo del globo, el Globo de Hunt-Lenox (actualmente en la Biblioteca Pública de Nueva York), es un molde de cobre rojo que representa la Tierra y hecho para ser el centro de una esfera armilar.
El Globo Da Vinci representa numerosas figuras, entre las que se incluyen barcos, un volcán, marineros, un monstruo, olas del océano, montañas cónicas, ríos, líneas costeras y un anagrama triangular.
Queda refutada la hipótesis de que el Globo da Vinci de 1504 se fabricó basándose en las erróneamente llamadas góreas xilográficas de Waldseemüller. Estas góreas presentan un contenido cartográfico muy simplificado y nunca fueron concebidas para ser pegadas en un globo terráqueo. 
Según Elly Dekker  estos meridianos del globo terráqueo no se hicieron para construir globos terráqueos, sino sólo para explicar la idea subyacente. La graduación de los meridianos es de 18 grados cada uno (en lugar de 10). Además, el nombre de América está claramente representado y no hay correspondencia alguna en los topónimos ni en el tipo de letras, ni en los barcos, olas, monstruos y otros intrincados detalles del Globo da Vinci. Este mapamundi data de después de 1517, como demuestra Stefaan Missinne

## Descubrimiento y procedencia
El globo salió a la venta el 16 de junio de 2012, en la London Map Fair celebrada en la Royal Geographical Society, donde se presentó erróneamente como una pieza artística sobre marfil del siglo XIX. Fue descubierto por el investigador Stefaan Missinne. Su similitud y relación con el Globo de Hunt-Lenox fue anunciada en 2012 por el ex presidente de la Sociedad Coronelli, el profesor Rudolf Schmidt y confirmada por el experto en arte Archiduque Dr. Géza Von Habsburg en 2013. En agosto de 2012, Discovery Channel publicó uno de los primeros artículos generales populares sobre el globo.

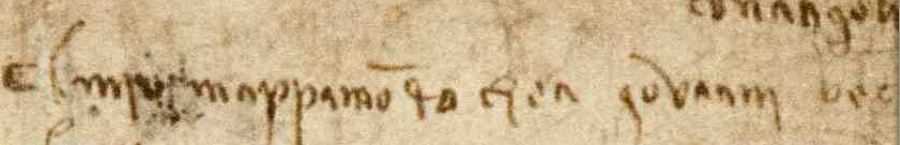
“El mio mappamondo che ha Giovanni Benci”, Codex Atlanticus, page 331 recto.

Durante el análisis realizado por la investigadora italiana, Elisabetta Gnignera, ésta encontró que el peinado de un marino ahogándose representado en un grabado era compatible con la fecha y procedencia del globo. Asimismo, Professor Missinne ofrece pruebas de que el grabado de un barco en el sur del Océano Índico sigue la plantilla idéntica de un barco que aparece en un códice de Francesco di Giorgio Martini que data de 1487-1490, y del que Leonardo era propietario. Es el único manuscrito conocido con anotaciones escritas por él.
En la mitad inferior del globo, hay una gota de cobre rojo que contiene arsénico, una sustancia química que solo Leonardo describe, que se agrega al cobre para mantener su color rojo. La observación visual de las fotografías del Lenox Globe apoya esto, ya que no muestra ninguna pátina verde o negra, lo cual es normal para el cobre expuesto al aire.
Leonardo escribe: "El mio mappamondo che ha Giovanni Benci" ("Mi globo terráqueo que tiene Giovanni Benci") en Codex Atlanticus, página 331 anverso, que data de 1504. La autenticidad del material del Globo da Vinci se verificó comparándolo con una cáscara de huevo de avestruz zoológica mediante análisis espectroscópico Raman. El informe de ensayo de la OFI n.º 418.758, firmado y sellado, con fecha de 31 de mayo de 2016, concluyó que el globo da Vinci está hecho de cáscara de huevo natural.

## Relación
En 1503, el explorador italiano Amerigo Vespucci escribió una carta a Lorenzo di Pier Francesco, en la que declara que la masa de tierra descubierta por Cristóbal Colón podría considerarse un continente hasta ahora desconocido.
Para los mapas, Leonardo prefiere la palabra "carta", y para una forma globular o esfera prefiere "sfera", mientras que para un globo terrestre usa "mappamondo".  En el Codex Atlanticus, página 331 anverso, Leonardo repite la palabra "mappamondo" dos veces. Esto se repite con alguna ligera variación (como "mappamondo de 'Benci") en su Codex Arundel, página 191 recto, también que data de 1504. El uso de "mappamondo" es una abreviatura vernácula italiana para "palla d' mappamondo" o " globo terráqueo mundial ", en resumen:" globo ".
Leonardo escribe en Codex Atlanticus página 1103 al revés: "Metti nella mistura il rame arso, ovvero la corrompi collo arsenico, ma sarà frangibile" ("Pon el cobre quemado en la mezcla, o lo corrompes con arsénico, pero será rompible").